# Town Business
Town Business — сьомий студійний альбом американського репера Keak da Sneak, виданий лейблом Next Level Entertainment 10 травня 2005 р. В записі платівки взяли участь Skee 64, Cellski та ін. Всі треки спродюсував Big Hollis. 21 лютого 2006 перероблена версія релізу вийшла під назвою Kunta Kinte.

## Список пісень
1. «Scarface Dust» — 3:41
2. «Blind to Get It» — 3:39
3. «Town Business» — 4:34
4. «Get That Dough» — 3:23
5. «T Shirt, Blue, & Nikes Pt. 2» — 3:16
6. «Support Your Own Supply» (з участю Big Slep Rock та Luni Coleone) — 4:53
7. «What a Relief» — 3:45
8. «All My Niggas» — 3:44
9. «Dopehouses & Powder» — 3:13
10. «Leanin'» (з участю Skee 64) — 4:37
11. «Lookin at Booty» (з участю Cellski) — 4:08
12. «Yeah!» — 4:47
13. «Light Gray Shit» — 3:53